# WME Awards 2019
A 3.ª edição do Woman's Music Event Awards (ou apenas WME Awards 2019) foi realizada em 3 de dezembro de 2019 na Audio, na cidade de São Paulo, no Brasil. Promovida em parceria com a Music2!, a premiação homenageou as mulheres da música brasileira do período de elegibilidade, de agosto de 2018 a agosto de 2019. A cerimônia foi apresentada pela cantora Preta Gil pelo terceiro ano consecutivo. Gal Costa e Beth Carvalho foram as homenageadas. A cerimônia foi transmitida ao vivo pelo canal TNT pela primeira vez.

## Apresentações
| Artista(s)                                                  | Canção(ões)                                                                   |
| ----------------------------------------------------------- | ----------------------------------------------------------------------------- |
| Pitty                                                       | "Noite Inteira"                                                               |
| Pocah Deize Tigrona MC Rebecca                              | "Não Sou Obrigada" "Injeção" "Ao Som de 150"                                  |
| Luana Carvalho Nilze Carvalho Mãeana                        | Homenagem a Beth Carvalho: "As Rosas Não Falam" "Folhas Secas" "Vou Festejar" |
| Luiza Lian Céu                                              | "Sou Yabá" "Coreto"                                                           |
| Katú Mirim Kaê Guajajara                                    | "Resistência" "Mãos Vermelhas"                                                |
| Yasmin Santos Luísa Sonza                                   | "Para, Pensa e Volta" "Eliane"                                                |
| Duda Beat Gaby Amarantos                                    | "Bixinho" "Xanalá"                                                            |
| Ana Cañas Preta Gil Cleo As Bahias e a Cozinha Mineira Aíla | Homenagem a Gal Costa: "Barato Total" "Vaca Profana" "Brasil"                 |

## Vencedoras e indicadas
As indicadas foram reveladas em 17 de outubro de 2019. Pitty liderou com quatro indicações, enquanto Duda Beat, Karina Buhr e Luiza Lian receberam três indicações cada. As vencedoras estão listadas em primeiro e destacadas em negrito.

### Voto popular
As vencedoras das seguintes categorias foram escolhidas por votos dos fãs.
| Melhor Álbum - O Tempo É Agora – Anavitória - Matriz – Pitty - Verdade – Lauana Prado - Azul Moderno – Luiza Lian - APKÁ – Céu                                     | Melhor Cantora - Pitty - Iza - As Bahias e a Cozinha Mineira - Ludmilla - Céu |
| Melhor DJ - Anna - Badsista - Cashu - Ice Cream Girls - Eli Iwasa                                                                                                  | Melhor Música Popular - "Boa Menina" – Luísa Sonza - "Bebi Liguei" – Marília Mendonça - "Não Sou Obrigada" – Pocah - "Onda Diferente" – Anitta, Ludmilla e Snoop Dogg com part. de Papatinho - "Para, Pensa e Volta" – Yasmin Santos |
| Melhor Música Alternativa - "Noite Inteira" – Pitty - "Rito de Passá" – MC Tha - "Bichinho" – Duda Beat - "Sou Yabá" – Luiza Lian - "Margem" – Adriana Calcanhotto | Melhor Videoclipe - "Brisa" – Iza - "Mil Mulheres" – Luiza Lian - "Ninguém É de Ninguém" – Pitty - "Nave" – Xênia França - "Garupa" – Luísa Sonza com part. de Pabllo Vittar                                                         |
| Revelação - Yasmin Santos - Malía - MC Tha - Giulia Be - Tuyo | |

### Voto técnico
As vencedoras das seguintes categorias foram escolhidas pelas embaixadoras do WME Awards.
| Melhor Compositora - Tulipa Ruiz - Duda Beat - Bibi - Karina Buhr - Wynnie Nogueira                            | Melhor Diretora de Videoclipe - Gabi Jacob - Joyce Prado - Aline Lata - Ellen Faria - Camila Maluhy |
| Empreendedora do Ano - Ana Garcia - Cris Falcão - Amanda Oliveira - Guta Braga - Fabiana Batistela             | Melhor Instrumentista - Karina Buhr - Josyara - Jadsa - Sintia Piccin - Alessandra Leão             |
| Melhor Jornalista Musical - Fabiane Pereira - Kamille Viola - Adriana Couto - Danila Moura - Adriana de Barros | Melhor Produtora Musical - Mahmundi - Erica - Mônica Agena - Malka - Apuke Beat                     |
| Melhor Radialista - Luka - Patricia Dinis - Isabela Azevedo - Fabiane Pereira - Erica Saraiva                  | Melhor Show - Duda Beat - Karina Buhr - Marília Mendonça - Anavitória - Maria Bethânia              |
| Escuta as Minas - Josyara - Raissa Fayet - Jéssica Caitano - Nina Oliveira - Ana Frango Elétrico               | |